# Svetli Put (Saràtov)
|  | Per a altres significats, vegeu «Svetli Put». |

Svetli Put (en rus: Светлый Путь) és un poble (un khútor) de l'óblast de Saràtov, a Rússia, segons el cens del 2010 no tenia cap habitant. Pertany al districte municipal d'Ozinki.